# Luftpudebåd
En luftpudebåd er et fartøj som hovedsagelig drives af en luftanordning, der gennem sit lufttryk får fartøjet til at svæve på en luftpude, som opbygges under fartøjet. Luftpudebåde anvendes almindeligvis over vand, men kan også flyve over nogenlunde fladt land.

Luftpudebåden ligner i sin funktion ekranoplanet og hydrofoilbåden, men hvor de to andre kræver bevægelse for at danne luftpuden, kan luftpudebåden også svæve mens den står stille.